# Liber albus
Het Liber albus (vertaald: witte boek) is een middeleeuws rechtsboek van de Nederlandse stad Utrecht.
Vele tientallen door het stadsbestuur genomen raadsbesluiten en verordeningen (keuren) voor de stad met stadsvrijheid werden in Utrechts oudste rechtsboek opgenomen om te dienen in de rechtspraak. Het boek kreeg in 1340 goedkeuring van de Utrechtse gilden, en diende ongewijzigd te blijven. Onder meer het zeventuig komt in dit rechtsboek ter sprake.
Nieuwe besluiten werden opgenomen in het Liber Hirsutus minor (vertaald: kleine harige boek). Het Liber albus en Liber Hirsutus minor werden vrijwel geheel overgenomen in het tussen 1388 en 1390 opgestelde Roede Boeck (Rode Boek).